# Новосёловка (Ясиноватский район)
Новосёловка (укр. Новоселівка) — село на Украине, находится в Ясиноватском районе Донецкой области.
Код КОАТУУ — 1425586503. Население по переписи 2001 года составляет 541 человек. Телефонный код — 6236.

## Адрес местного совета
86030, Донецкая область, Ясиноватский р-н, с. Розовка, ул. Донецкая, 1а, тел. 283-42